# ماريا إميليا كازاس
ماريا إميليا كازاس (بالإسبانية: María Emilia Casas)‏ هي قانونية إسبانية، ولدت في 30 نوفمبر 1950 في Monforte de Lemos ‏ في إسبانيا.